# Carlos Morell
Carlos Tomás Morell, más conocido como Carlos Morell (Santa Fe, Argentina, 26 de julio de 1972) es un cantante argentino.

## Biografía
Carlos Morell nació el 26 de julio de 1972, en la ciudad de Santa Fe, Argentina. Es el primer hijo del matrimonio de Tomás Joaquín Morell y Ana María González y tiene dos hermanas menores.
En 1979 se instaló junto a su familia en la ciudad de Corrientes, donde realizó sus primeros estudios de música en el Instituto Superior de Música Prof. C. H. De Biasi y compuso sus primeras melodías. Posteriormente, en 1983, ya radicado junto a su familia en la ciudad de Mendoza, comenzó a tomar clases particulares de piano e ingresó al Coro de Niños de la Universidad Nacional de Cuyo.

## Comienzos
En 1985 debutó como cantante de tango en el programa televisivo Aquí Cuyo, emitido por Canal 7, interpretando «Uno», de Mariano Mores y Enrique Santos Discépolo; y «Los pájaros perdidos», de Astor Piazzolla y Mario Trejo. Pero pronto su repertorio viró hacia la balada y el pop, y comenzó a interpretar sus propias canciones en diferentes programas televisivos.
En 1992 concursó en el programa La voz de los populares, emitido por Canal 9, donde, a lo largo de seis meses de competencia, obtuvo el primer premio como cantante melódico, luego de ser elegido entre 34 participantes.

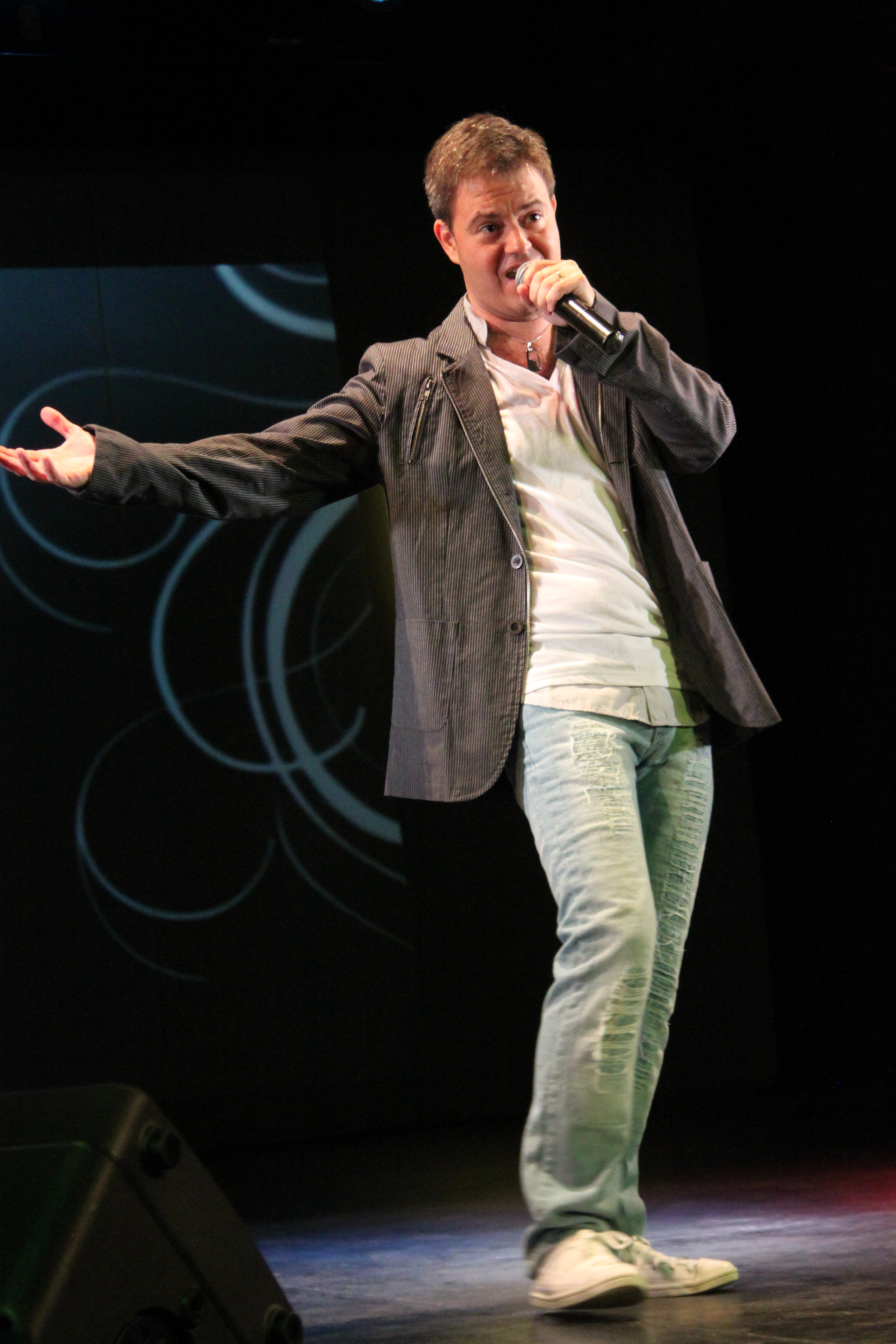

Por entonces, sus actuaciones en medios locales comenzaron a ser muy reconocidas, lo que le valió el premio Destacados, de FM Vivir, en 1994.
Paralelamente, compuso e interpretó en esos años varios jingles, como el que identificó, a principios de los años noventa, a la popular emisora de radio Estación del Sol. Aquel jingle se transformaría más tarde en una de sus canciones más exitosas, bajo el título de «Con la fuerza del sol».
El Primer Festival de la Canción Contemporánea Italiana, realizado en 1995 y organizado por el Consulado de Italia en Mendoza, le permitió alzarse nuevamente con un primer premio, cantando esta vez en idioma italiano, y compitiendo con representantes de toda la Argentina.
En 1996, en el espectáculo Bailemos por la paz del Ballet de la Escuela Juilliard, de Nueva York, realizado en el prestigioso Teatro Independencia, fue el único cantante invitado. En esa oportunidad interpretó «Caruso», de Lucio Dalla, y cerró el espectáculo con «Memory», de Andrew Lloyd Webber.
También en el Teatro Independencia, en el año 1997, compartió escenario con la distinguida soprano Fabiana Bravo, en un espectáculo presentado por la Famiglia Lombarda de Mendoza.
En 1999 participó del XII Festival de la Canción Regional Italiana, en Santiago de Chile, como único representante de la Argentina, obteniendo el tercer puesto. Al año siguiente se presentó nuevamente en ese festival, pero esta vez, obteniendo el primer lugar, con una adaptación de la canción tradicional «Paese mè».

## Carrera

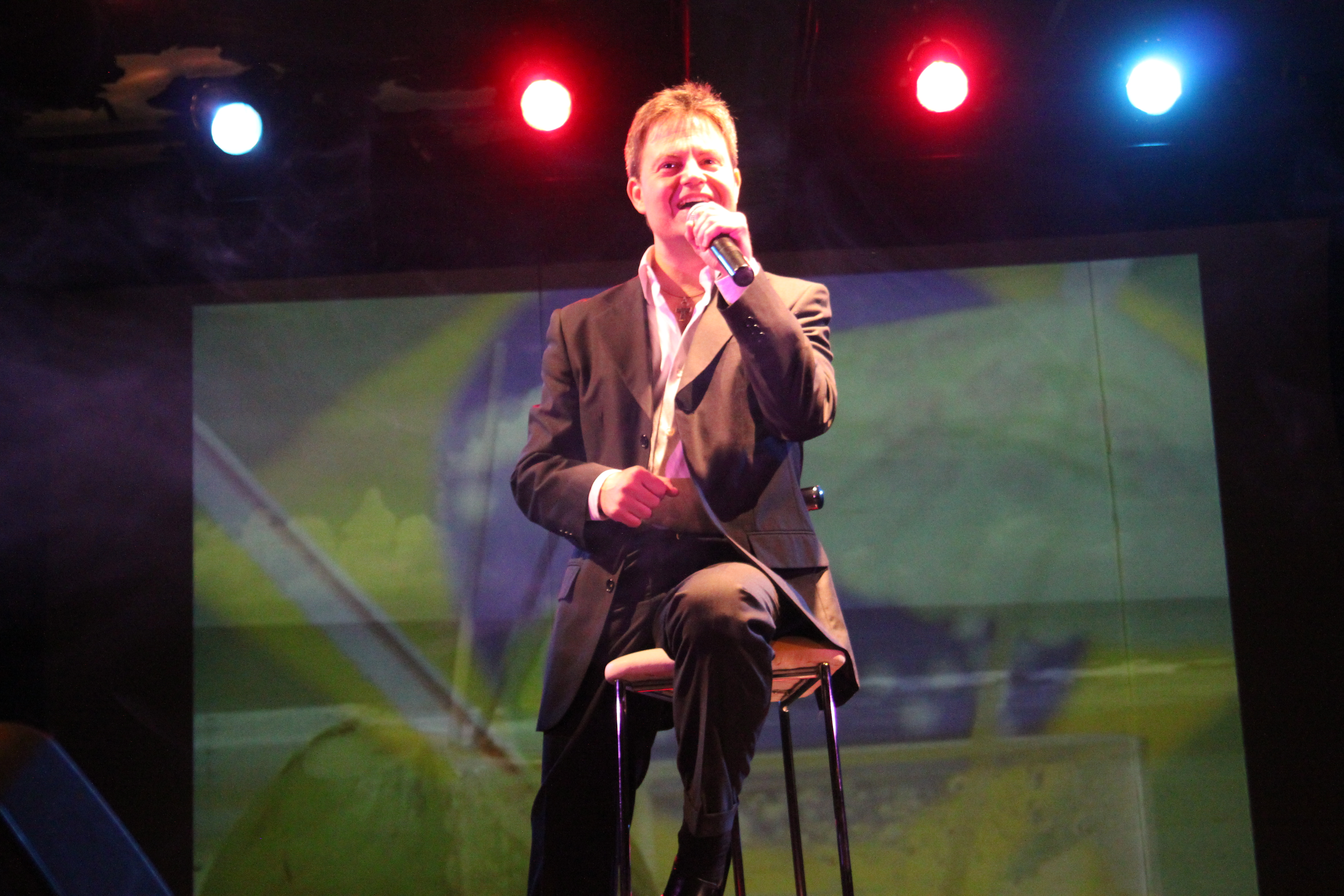
Carlos Morell interpreta «Garota de Ipanema» en el concierto All That Jazz

Carlos Morell ha compuesto y escrito gran cantidad de canciones; algunas de ellas, publicadas en plataformas musicales. Incluso, ha grabado colecciones de canciones suyas, pero nunca ha llegado a editar un álbum propio. A pesar de no contar con un disco, la importante difusión de sus canciones en medios mendocinos le ha permitido presentar varios espectáculos en teatros locales con gran éxito.
En el mes de julio de 2005 presentó por primera vez su propio espectáculo en el Teatro Recreo, donde interpretaba una decena de canciones propias, como así también el tango «Uno» y una selección de canciones en idioma inglés.
Durante el año 2010 comenzó a trabajar en un proyecto totalmente distinto, incursionando en el género del jazz. El trabajo que se estaba gestando no incluiría solo obras de jazz, sino varias otras canciones procedentes de distintas partes del mundo, que hubiesen sido interpretadas por grandes figuras de este género americano. De este modo, durante los meses de julio y agosto de 2011, presentó un concierto bajo el título de All that jazz donde interpretaba clásicos como «I've got you under my skin», «La vie en rose» y «Garota de Ipanema», cada uno interpretado en su idioma original; ya que, como el propio Carlos afirma, la música y las lenguas son sus dos grandes pasiones. El punto álgido de este espectáculo llegaba noche a noche con un ovacionado dúo virtual con Frank Sinatra, cantando New York, New York.

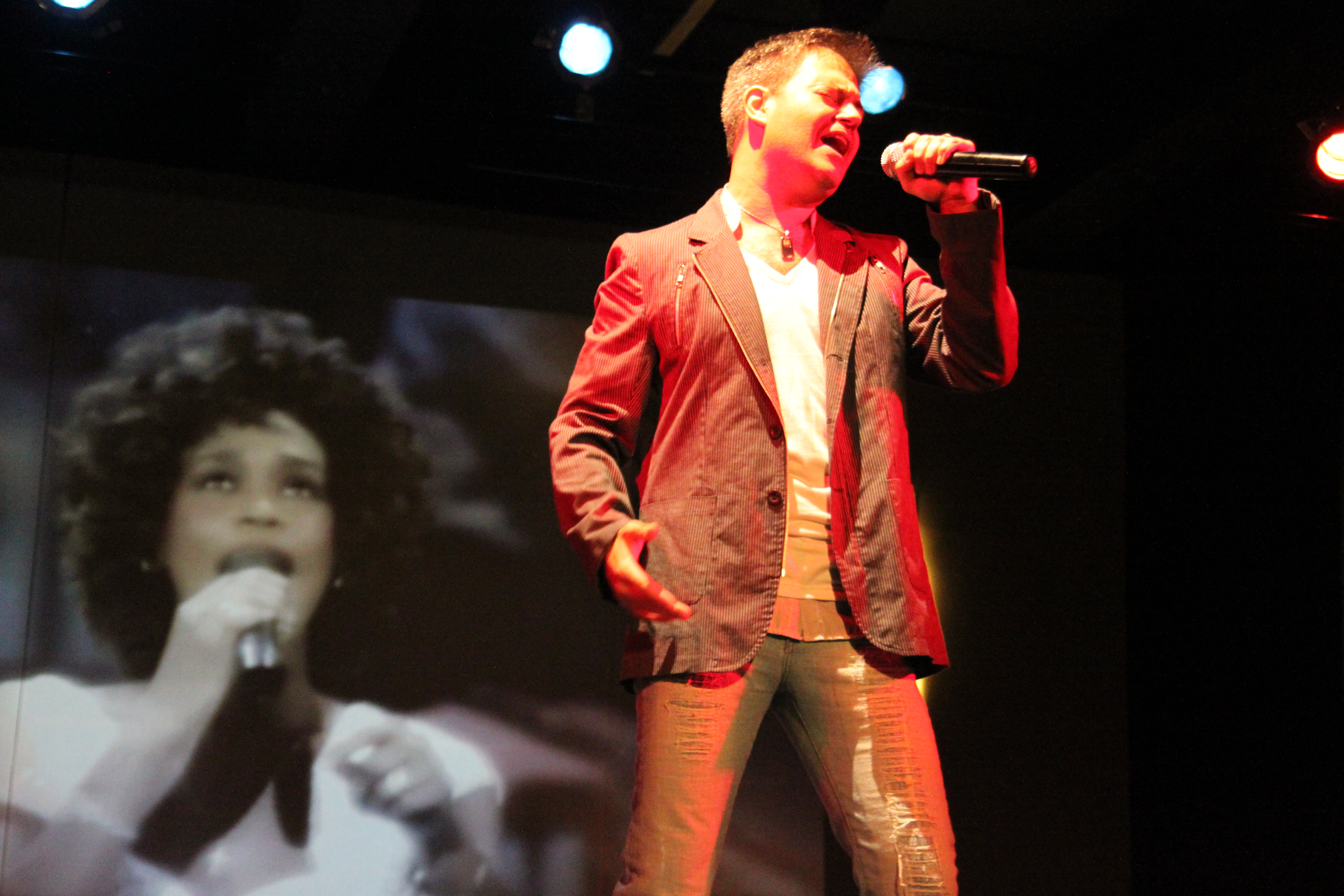
Homenaje a Whitney Houston en el concierto La vida es música

En 2012, Carlos Morell presentó otro show, La vida es música, donde hizo un recorrido por canciones de toda su carrera, además de un emotivo homenaje a la recientemente desaparecida Whitney Houston.
En 2014 presentó el concierto Un latido más en el Teatro Independencia, el escenario mayor de la ciudad de Mendoza. En este espectáculo, además de interpretar canciones de su repertorio, hubo un ovacionado tributo a Freddie Mercury, en el 68 aniversario de su nacimiento.

## Vida personal

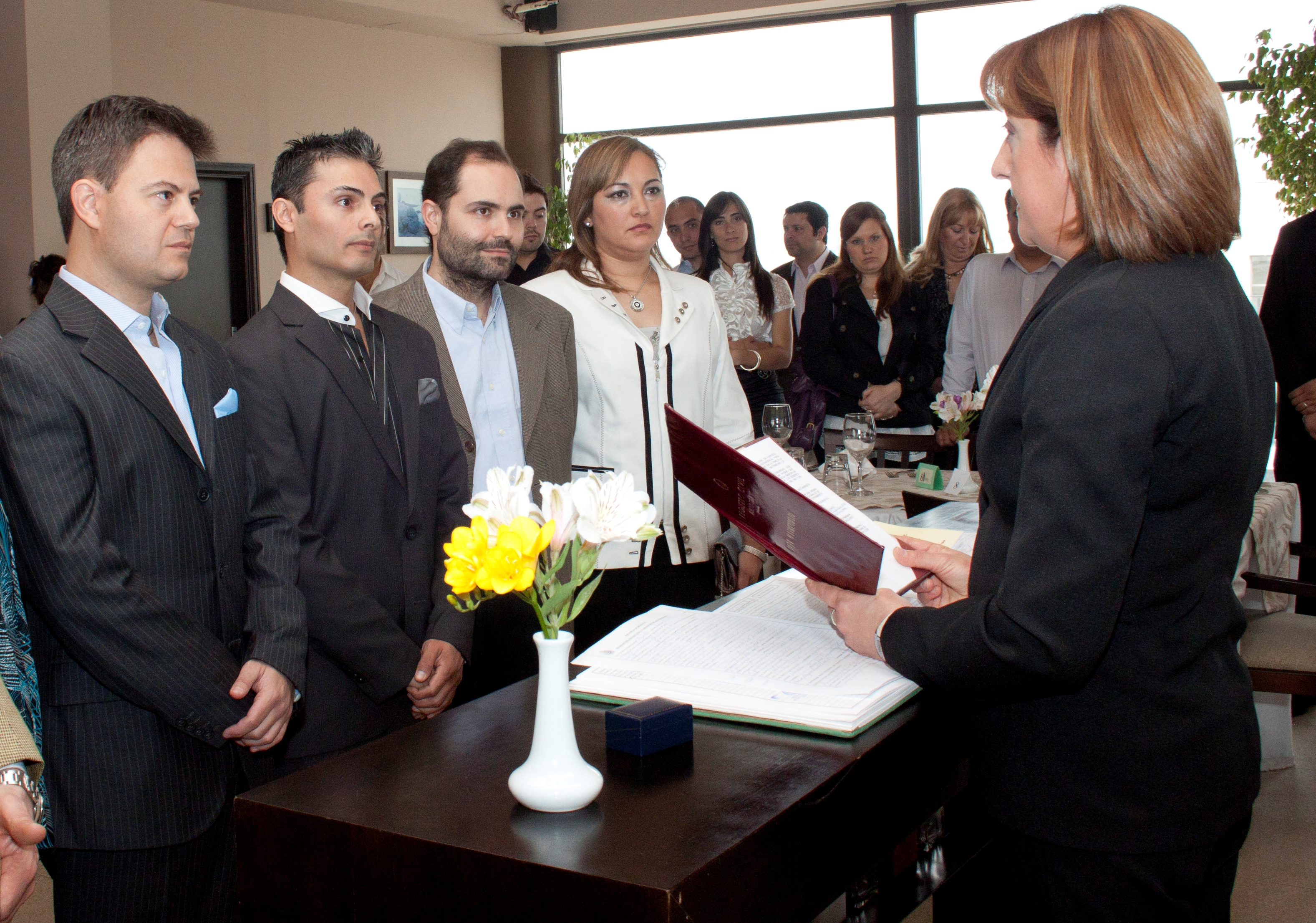
Boda de Carlos Morell

El 17 de septiembre de 2011 se casó con el pediatra Claudio Adrián Jofré, y de este modo se convirtió en el primer artista mendocino en hacer uso de la ley argentina de matrimonio igualitario.
A raíz de un accidente a los 7 años de edad, Carlos ha tenido problemas en su ojo derecho desde pequeño. Luego de haber sufrido un desprendimiento de retina en 2015 y pasar por varias cirugías, en septiembre de 2019 finalmente perdió ese ojo, con lo cual dejó de cantar por algunos años. Sin embargo, ha seguido grabando e incluso produciendo videos en los que se lo puede ver cantando con un parche ocular. 
Actualmente, está radicado en España desde 2022. 